# ألماس خان الكانولي
ألماس خان الكانولي (بالكردية: Serheng Elmas Xan ئەڵماس خانی کەنۆڵەیی) هو شاعر وفيلسوف كردي من الكرد الفيلية جنوب كردستان ومعروف أنه كاتب الشهنامة الكردية وعاش في مدينة كرمنشاه في كردستان الإيرانية وولد سنة 1706 وعمل كضابط أيام الدولة الزندية وتوفي سنة 1777 ولا يعرف الكثير عن حياته.